# Европско првенство у атлетици у дворани 1970 — мешовита штафета за жене
Такмичење мешовитих штафета на у женској конкуренцији на првом Европском првенству у атлетици у дворани 1970. одржано је у Градској дворани у Бечу 15. марта. 
Мешовита штафета је на првим такмичењима у дворани позната и под именом штафета 200+400+600+800 метара, тј. штафета 1+2+3+4 круга јер у почецима дворанских атлетских такмичења све дворане нису имале прописану дужину кружне стазе од 200 метара, па се није могла звати мешовита штафета 200+400+600+800 метара јер је круг био мањи. На овом такмичењу кружна стаза је износила 200 метара.
Ова дисциплина била је први и последњи пут на Европским првенствима у дворани. 
Учествовало је 16 такмичарки у 4 штафете из исто толико земаља.

## Резултати
Због малог броја учесника одржана је само финална трка.

### Коначан пласман
Извор:
| Пласман | Атлетичар                                                             | Земља           | Резултат | Белешка |
| ------- | --------------------------------------------------------------------- | --------------- | -------- | ------- |
|         | Силвијан Телије, Миреј Тестанијер Колет Бесон, Никол Дикло            | Француска       | 4:58,4   |         |
|         | Елфгард Шитенхелм, Хајди Герхард Криста Мертен, Јута Хасе             | Западна Немачка | 5:01,1   |         |
|         | Људмила Голомазова, Олга Клајн Надежда Колесникова, Светлана Мошченок | Совјетски Савез | 5:02,2   |         |
| 4.      | Бригите Ортнер, Марија Сикора Sissy Brandnegger, Monika Bouchal       | Аустрија        | 5:20,8   |         |